# 太平洋西南航空710號班機
太平洋西南航空710號班機是一班由波音737-200執飛，由萨克拉门托國際機場，經停舊金山國際機場，最後前往洛杉磯國際機場。1972年7月5日，一架波音737-200在直飛該航班時被劫機至保加利亞，劫機者要求支付20萬美金，而當地警方在舊金山機場降落時向劫機者支付了20萬美金，並在支付過程中擊斃2位劫機者，然而1位乘客在槍戰中遇難。機上另有兩位乘客受到槍傷，其中一人是當時著名的電視演員楊森（Victor Sen Yung）。